# Кливдън
„Кливдън“ е хотел в графство Бъркшър, Англия, собственост на Националния фонд (National Trust for Places of Historic Interest or Natural Beauty). Притежава 1504 декара с пътища за езда и пътечки за джогинг.
Построен е през 1666 г. от втория херцог на Бъкингам, 2 пъти е унищожаван от пожари и възстановяван.
Представлява крайградска вила в италиански стил. До 1966 г. в нея са живели трима херцози и Фредерик, принц на Уелс. През 1893 г. неин собственик става лорд Уилям Уолдорф Астор.
В хотел „Кливдън“ са гостували всички английски монарси след Джордж I, както и личности като Бърнард Шоу, Чарли Чаплин, Чърчил и Франклин Делано Рузвелт
През 1960-те г. Кливдън е сцената, върху която се разиграва аферата „Профумо“ - заради разкритието на журналиста Питър Ърл за връзка между британския държавен секретар на войната Джон Профумо и шоугърлата Кристин Кийлър през 1963 г. пада цялото правителство на консерватора Харолд Макмилан.